# Oscar Wiggli

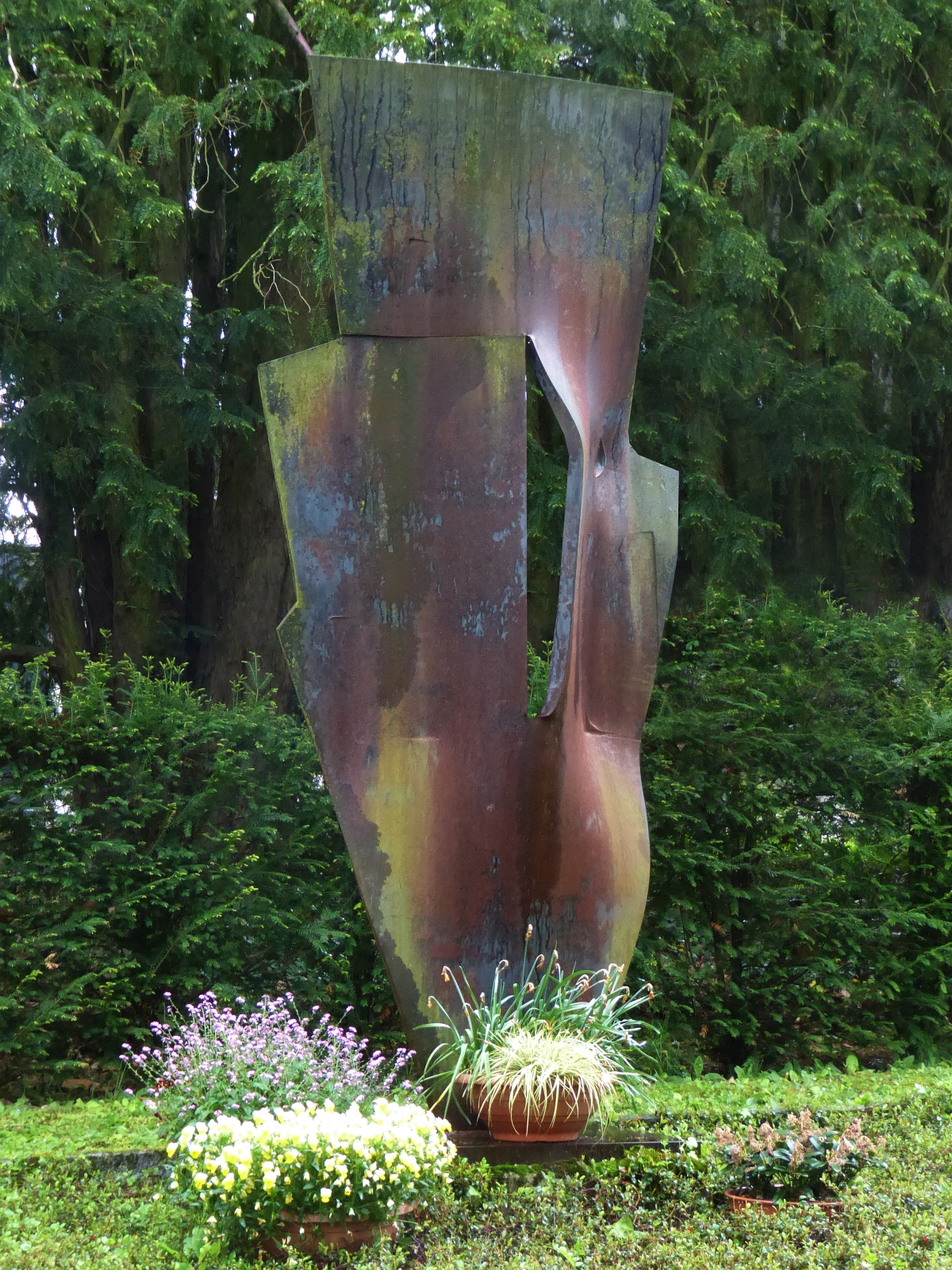
Skulptur auf dem Friedhof Wolfgottesacker

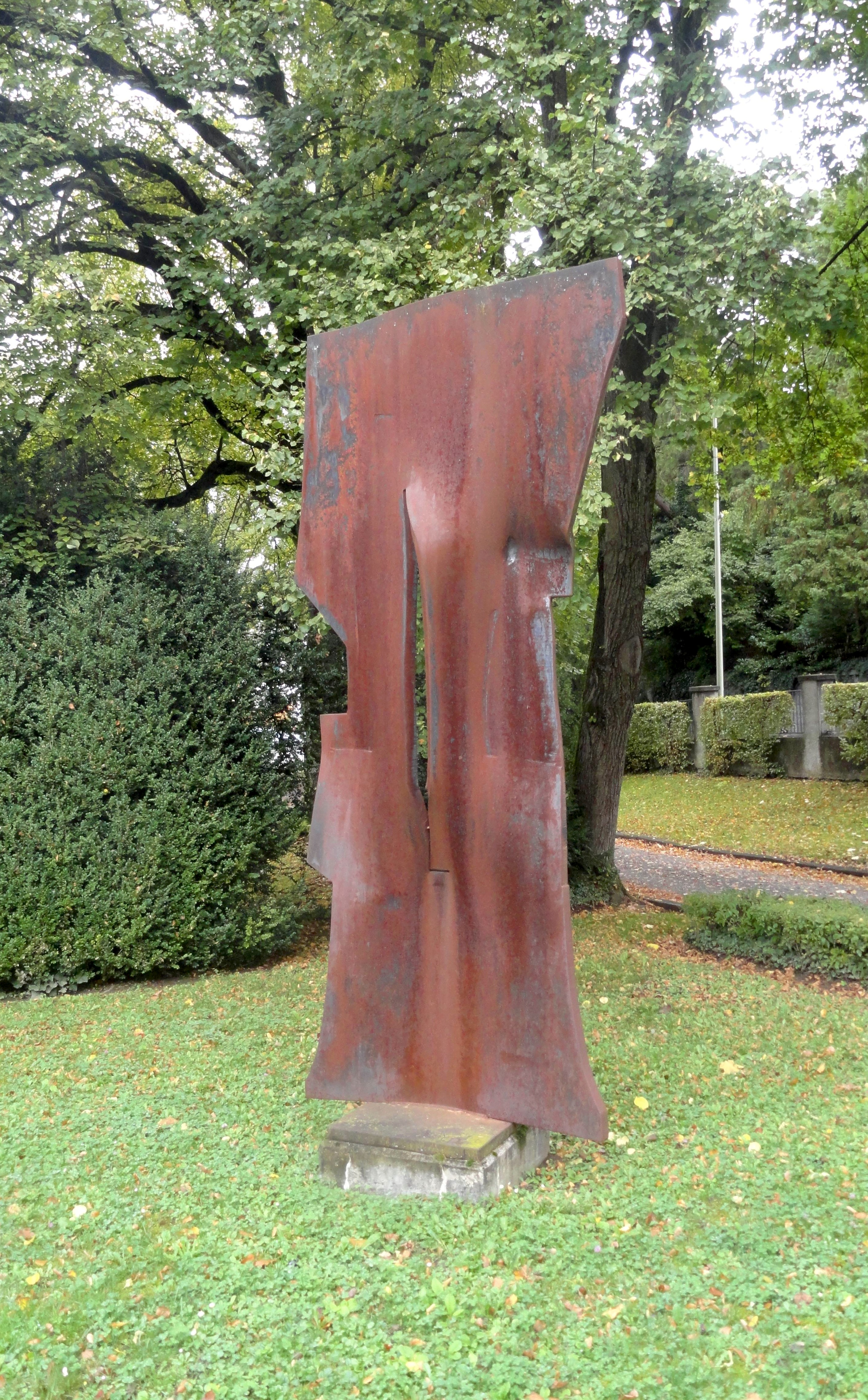
Eisenskulptur LAGAD (1992) im Park der Villa Meier-Severini, Zollikon

Oscar Wiggli (* 9. März 1927 in Olten; † 26. Januar 2016 im Delémont) war ein Schweizer Bildhauer und Komponist.

## Leben und Werk
Wiggli absolvierte von 1946 bis 1949 eine Mechanikerlehre und besuchte von 1951 bis 1953 die Académie de la Grande Chaumière in Paris. Ab 1956 arbeitete er in Ateliers in Montrouge (Frankreich) und Muriaux (Schweiz). Er befasste sich mit abstrahierten Figuren und schuf Eisenplastiken, Zeichnungen, Druckgrafiken und ab den 1960er Jahren Experimentalfotografien. 
Ab den 1980er Jahren veröffentlichte Oskar Wiggli neben seinem bildenden Werk elektroakustische Musik. 2002 wurde die Stiftung Oscar und Janine Wiggli gegründet. 2009 wurde er mit dem Prix des arts, des lettres et des sciences du Canton du Jura ausgezeichnet. Seine jüngere Schwester Rosmarie (1932–2019) war ebenfalls Künstlerin und mit Franz Eggenschwyler verheiratet.
Regisseur Claude Stadelmanns Dokumentarfilm Oscar Wiggli, sculpteur et compositeur (2013) zeigt Wigglis künstlerisches Schaffen und Persönlichkeit.

## Ausstellungen (Auswahl)
- 1968: Städtische Kunstgalerie Bochum
- 1972: Kunsthalle Bern
- 1977: Kunstmuseum Winterthur
- 1977: Kunstmuseum Solothurn
- 1980: 39. Biennale di Venezia
- 1982: Kunstmuseum Solothurn
- 1990: Museum für Kunst und Geschichte Freiburg
- 1994: Kunstmuseum Bochum
- 1996: Sammlung Dr. Hans Koenig, Zollikon